# Herdarnas tillbedjan
Herdarnas tillbedjan är en episod i Nya testamentet som inträffade vid tiden för Jesu födelse. I Lukasevangeliets (Julevangeliet) andra kapitel (2:8–20) berättas att Herrens ängel uppenbarade sig inför några herdar utanför Betlehem. Ängeln förklarade för herdarna: 
| ” | Var inte rädda. Jag bär bud till er om en stor glädje, en glädje för hela folket. Idag har en frälsare fötts åt er i Davids stad, han är Messias, Herren. Och detta är tecknet för er: ni skall finna ett nyfött barn som är lindat och ligger i en krubba. | „ |

 Herdarna begav sig till Betlehem där de fann Jungfru Maria, Josef och det nyfödda barnet som låg i krubban. Herdarnas tillbedjan av Jesusbarnet är ett vanligt motiv inom den västerländska konsten. 
I Matteusevangeliet (2:1–12) omnämns en liknande episod där österländska stjärntydare följde Betlehemsstjärnan till Betlehem där de fann Jesus och hans mor Maria. De öppnade sina kistor och räckte fram gåvor: guld och rökelse och myrra. Dessa har i den kristna traditionen benämnts de tre vise männen eller heliga tre konungar och deras hedrande av Jesusbarnet Konungarnas tillbedjan.

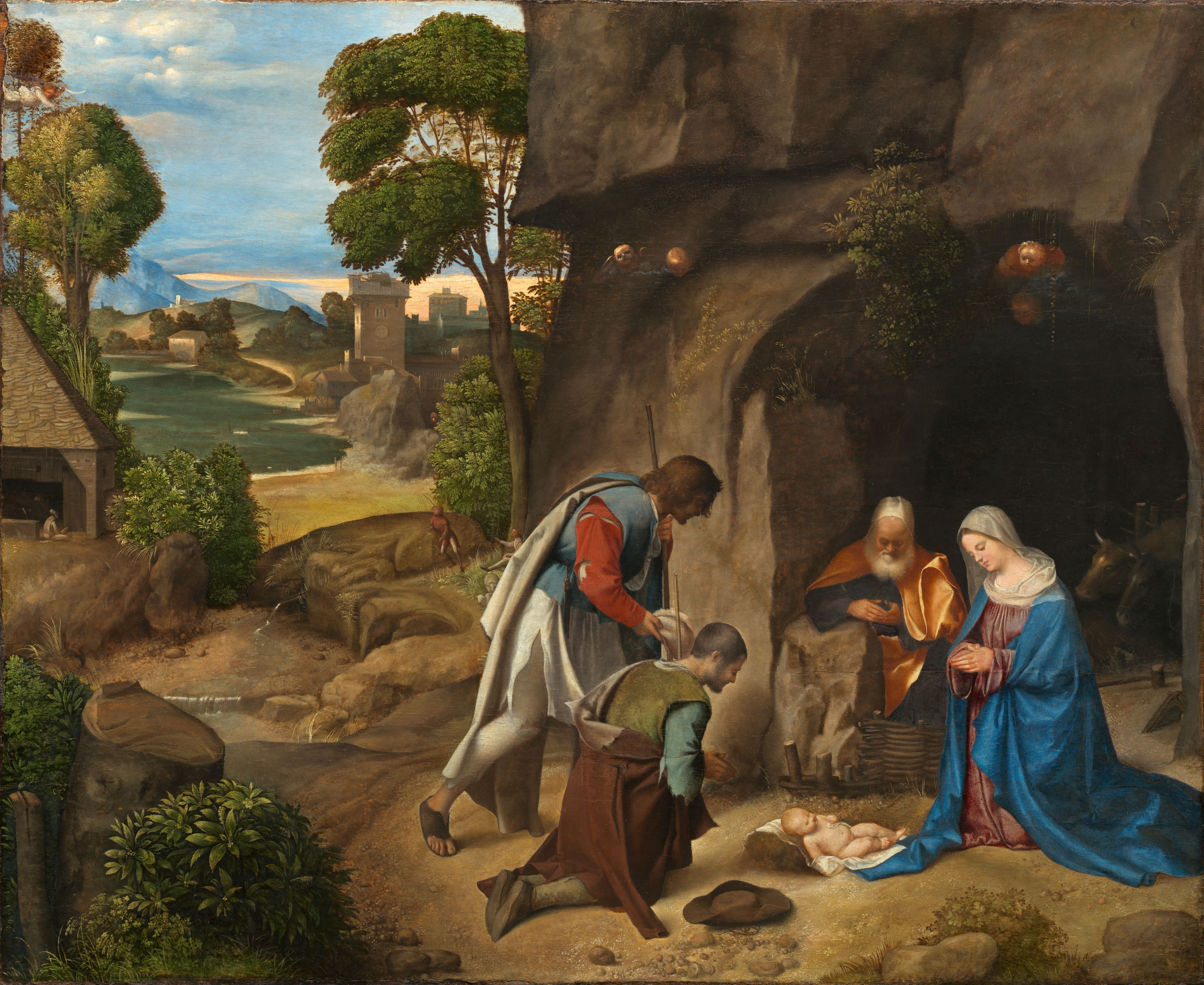
Giorgiones Herdarnas tillbedjan (1505–1510), National Gallery of Art.
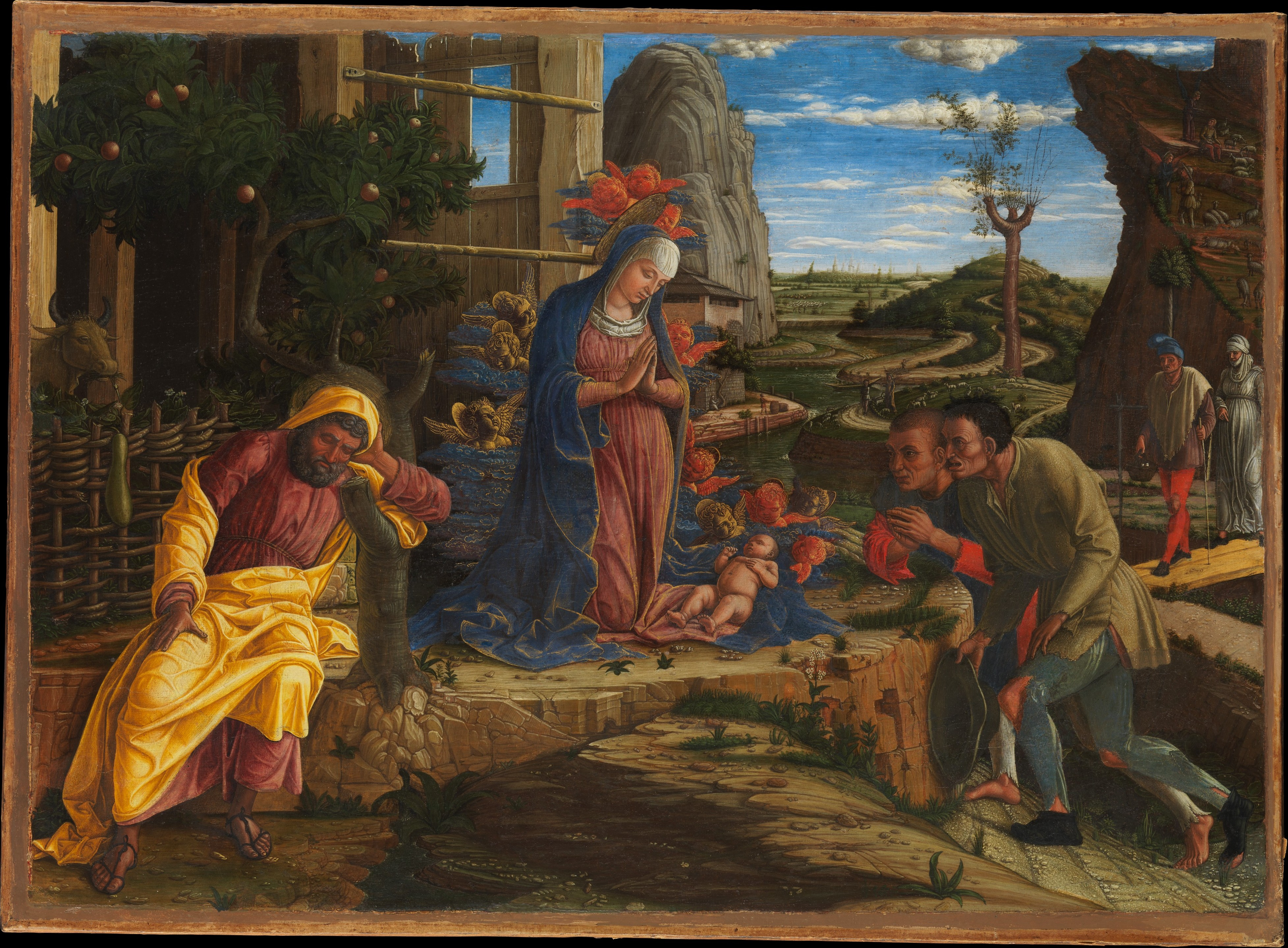
Andrea Mantegnas Herdarnas tillbedjan (efter 1450), Metropolitan Museum of Art.
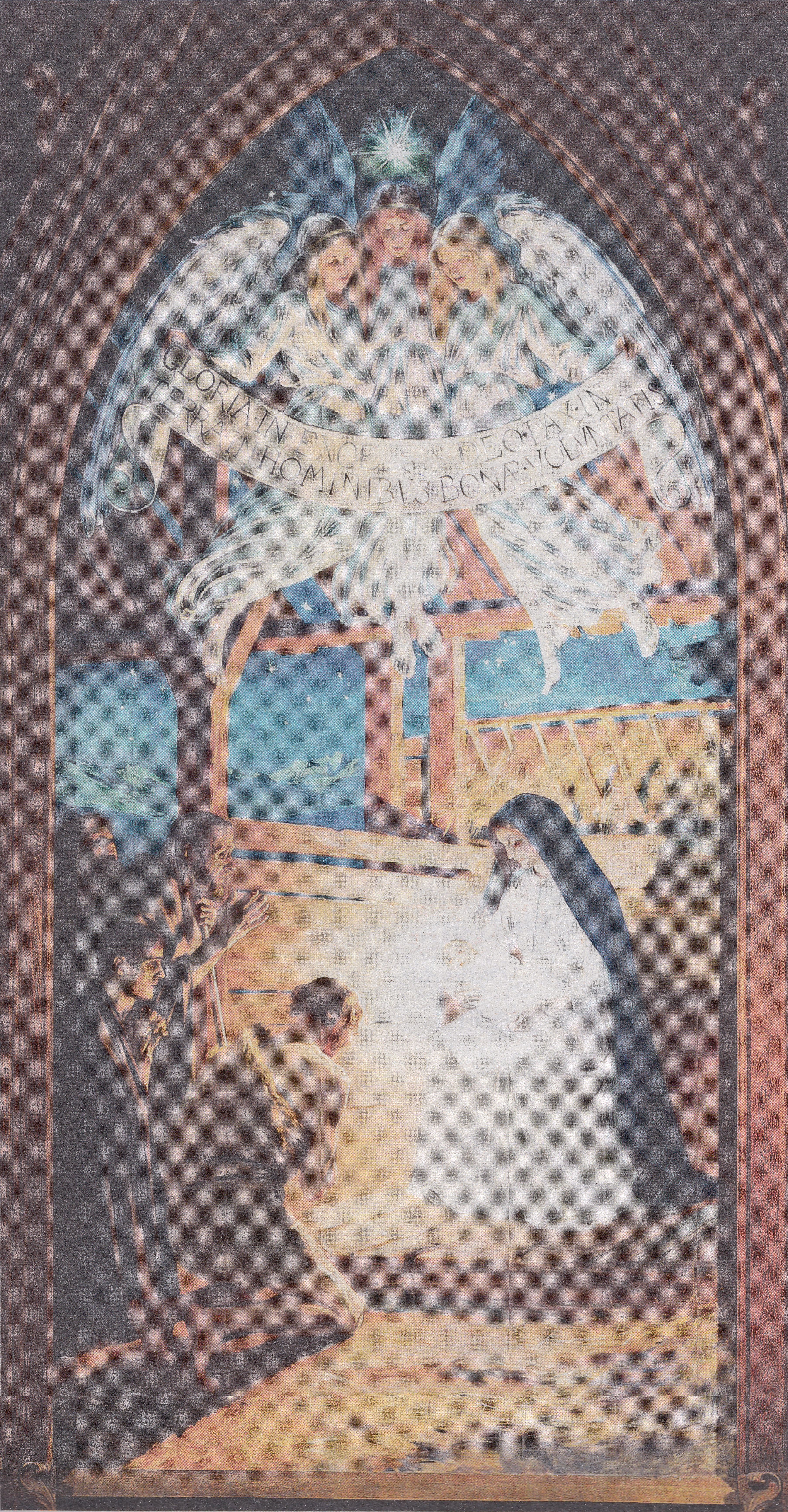
Albert Edelfelts Herdarnas tillbedjan (1894) är huvudaltavla i Trefaldighetskyrkan i Vasa.